# Hamarkameratene
El Hamarkameratene, abreviado HamKam y apodado La legendaria alada (en noruego: Legendariske Bevingede), es un club de fútbol noruego con sede en la ciudad de Hamar. El club fue fundado en 1918, originariamente bajo el nombre Freidig.
El HamKam ascendió a la Tippeligaen en 2007. Un tercer puesto en 1970 es la más alta posición de que el equipo ha conseguido en la Tippeligaen, el club nunca ha progresado más allá de las semifinales de la Copa Noruega, la última en 1989.
El Briskeby Arena ha sido el terreno de juego del Hamarkameratene desde 1936. Las obras para modernizarlo comenzaron en 2007. Una vez terminado, se espera que en 2009, Briskeby tendrá una capacidad para 10 200 espectadores, mientras que antes de la reforma tenía un aforo para 8000 espectadores.
En la actualidad milita en la Tippeligaen o primera división noruega.

## Palmarés
- Tippeligaen:
  - Subcampeonatos (1): 1970

- Adeccoligaen (1): 2021

- Fair Play ligaen (1): 2017

- Copa Noruega de Fútbol:
  - Semifinales (6): 1969, 1970, 1971, 1973, 1987, 1989

## Estadio

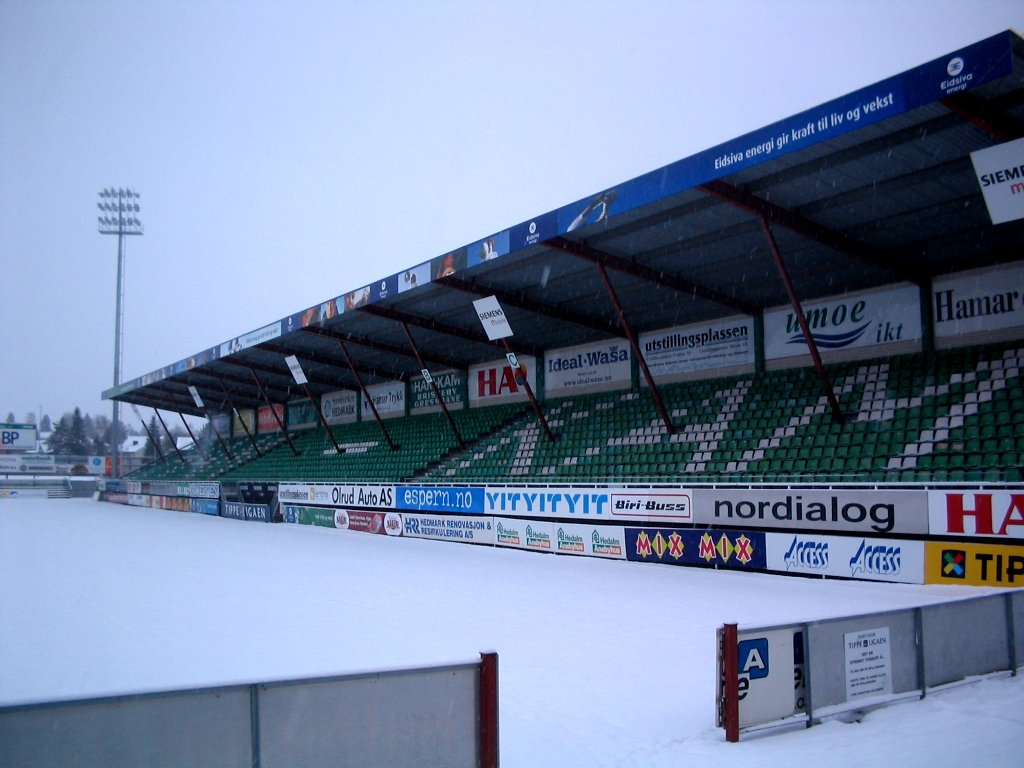
Sector este del Briskeby gressbane.

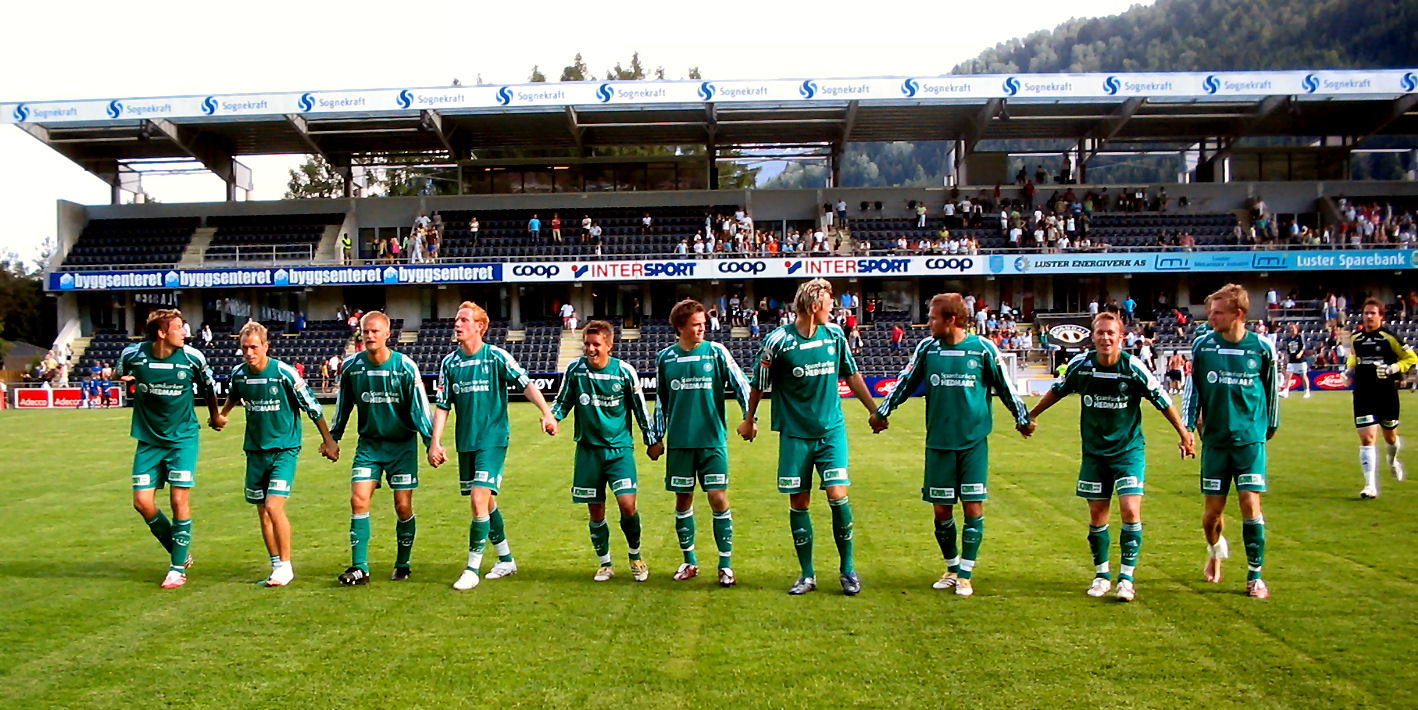
Jugadores del HamKam celebrando una victoria en 2007.

El club juega sus partidos de local en el Briskeby greesbane, cuyo nombre se debe al vecindario donde está ubicado. Fue inaugurado el 28 de junio de 1936 en un juego entre el Ham-Kam y el FK Lyn. Es el primer estadio de Noruega con superficie de césped.
Fue la sede de la final de la Copa de Noruega de 1937 y su capacidad original es para 1200 espectadores, aunque ha soportado niveles de asistencia mayores a 10 000. El estadio fue remodelado en el año 2007 y su capacidad aumentó a 10 200 espectadores.

## Récords
- Mayor victoria de local: 12-0 vs. IF Pors, 28 de julio de 1991.
- Mayor victoria de visitante: 8-0 vs. Ringsaker IF, 23 de mayo de 2003.
- Peor derrota de local: 0-6 vs. FK Bodø/Glimt, 1 de octubre de 1995.
- Peor derrota de visitante: 1-9 vs. Rosenborg BK, 2 de septiembre de 1995.
- Mayor asistencia en el Briskeby gressbane: 11 500 vs. Lillestrøm SK, 27 de mayo de 1976.
- Mayor promedio de asistencia en una temporada: 5634 en el 2005.
- Más apariciones: 506, Cato Erstad 1982-94.
- Goleador histórico: 360, Knut Eriksen 1958-69.